# Yde Schloenbach Blumenschein
Yde Schloenbach Blumenschein (São Paulo, 26 de maio de 1882 - 14 de março de 1963), conhecida como Colombina, foi uma poeta parnasiana brasileira.

## Biografia
Estudou na Alemanha durante a infância. Aprendeu piano e canto.
Começou a escrever aos 13 anos. Seus primeiros poemas foram publicados no jornal santista A Tribuna, além de revistas como O Malho, Fon-Fon e Careta. Assinava com os pseudônimos de Colombina e Paula Brasil.
Casou-se com Hanery Blumenschein e com ele teve dois filhos. Separou-se do marido, o que causou escandalo na época.
Fundou em 1932 a Casa do Poeta Lampião de Gás, ponto de encontro de escritores e literatos, que inicialmente funcionava na sua própria casa. Em 1948, o grupo passou a ter sede própria.
Editou o jornal mensal O Fanal, publicação da Casa do Poeta Lampião de Gás.
Era chamada de Cigarra do Planalto e Poetisa do Amor. Em sua homenagem, uma rua no bairro do Butantã, em São Paulo, recebeu o nome de Rua Poetisa Colombina. É a patrona da cadeira número 37 da Academia Literária Feminina do Rio Grande do Sul.

## Obras
- Vislumbres. São Paulo: [s.n.], 1908.
- Versos em lá menor. São Paulo: São Paulo Editora Ltda, 1930.
- Lampião de gás. São Paulo: Tip. Cupolo, 1937.
- Sândalo. São Paulo: [s.n.], 1941.
- Uma cigarra cantou para você. São Paulo: [s.n.], 1946.
- Distância: poemas de amor e de renúncia. São Paulo: [s.n.], 1947.
- Gratidão. São Paulo: Editora Cupolo Ltda, 1954.
- Para você, meu amor. São Paulo: Editora Cupolo Ltda, 1955.
- Cantares de bem-querer. São Paulo: Editora Cupolo Ltda, 1956.
- Manto de arlequim. São Paulo: Editora Cupolo Ltda, 1956.
- Inverno em flor. São Paulo: Editora Cupolo Ltda, 1959.
- Cantigas de luar. São Paulo: Gráfica Canton Ltda, 1960.
- Rapsódia rubra. Salvador: SENAI, 1961.[3]